# Jean-Joseph Perraud
Jean-Joseph Perraud (Monay, 26 aprile 1819 – Parigi, 2 novembre 1876) è stato uno scultore francese.

## Biografia

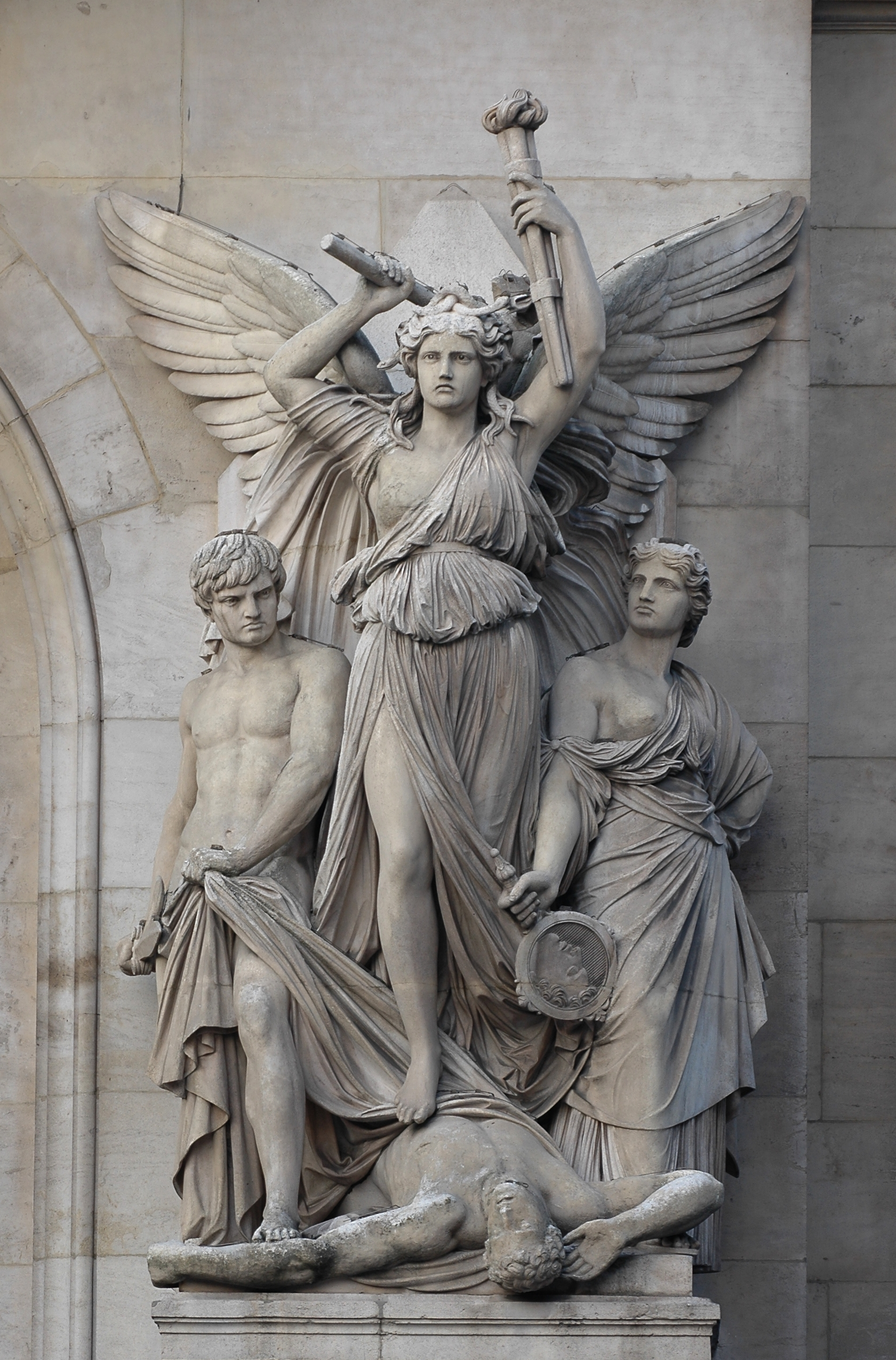
Il dramma lirico (1860–1869 circa), Parigi, facciata dell'opéra Garnier

Nel 1834 Jean-Joseph Perraud fece un apprendistato presso un ebanista e poi uno a Pontarlier. Alunno della scuola di belle arti di Parigi negli studi di Jules Ramey e di Auguste Dumont, ottenne il gran premio di Roma nel 1847 con un Telemaco che porta a Falante l'urna con le ceneri di Ippia (il tema è tratto dal romanzo Le avventure di Telemaco di Fénelon) e si recò per risiedere a Roma, alla villa Medici, dove fece amicizia con l'architetto Charles Garnier, vincitore del gran premio di Roma per l'architettura nel 1848.
Quando Charles Garnier vinse il concorso per la costruzione di un nuovo teatro dell'opera, si rivolse a Perraud e gli garantì una commissione nell'agosto del 1865. Inizialmente i quattro gruppi della facciata erano stati distribuiti tra Jules Cavelier, Eugène Guillaume, Jean-Baptiste Carpeaux e François Jouffroy. Perraud era stato scelto per la realizzazione del coronamento della facciata ma poté scegliere tra questo progetto e un altro gruppo. Egli scelse di scolpire Il dramma lirico e sostituì Cavelier. Garnier si occupò di controllare la realizzazione dei gruppi per la loro integrazione nel programma architettonico. Egli impose uno schema comune per gli artisti: un gruppo di tre personaggi con un genio al centro.
Perraud ricevette molte onorificenze: si guadagnò una medaglia di prima classe all'esposizione universale del 1855, divenne un membro dell'Istituto nel 1865 e un ufficiale della Legione d'onore il 29 giugno del 1867, il che gli assicurò delle commissioni ufficiali fino alla fine della sua vita. Nel 1863 Perraud espose al Salone L'infanzia di Bacco, un'opera che gli valse una medaglia d'onore e che quattro anni dopo sarebbe stata esposta all'esposizione di Parigi del 1867, vincendo un'altra medaglia. Un'altra medaglia se la guadagnò con la Disperazione che venne mostrata al pubblico parigino al Salone del 1869.
Fu uno scultore neoclassico, con degli influssi romantici. Egli lasciò in eredità il suo studio e la propria collezione d'arte alla città di Lons-le-Saunier, che li conserva nei suo museo delle Belle Arti.

## Opere nelle collezioni pubbliche
- Cile:

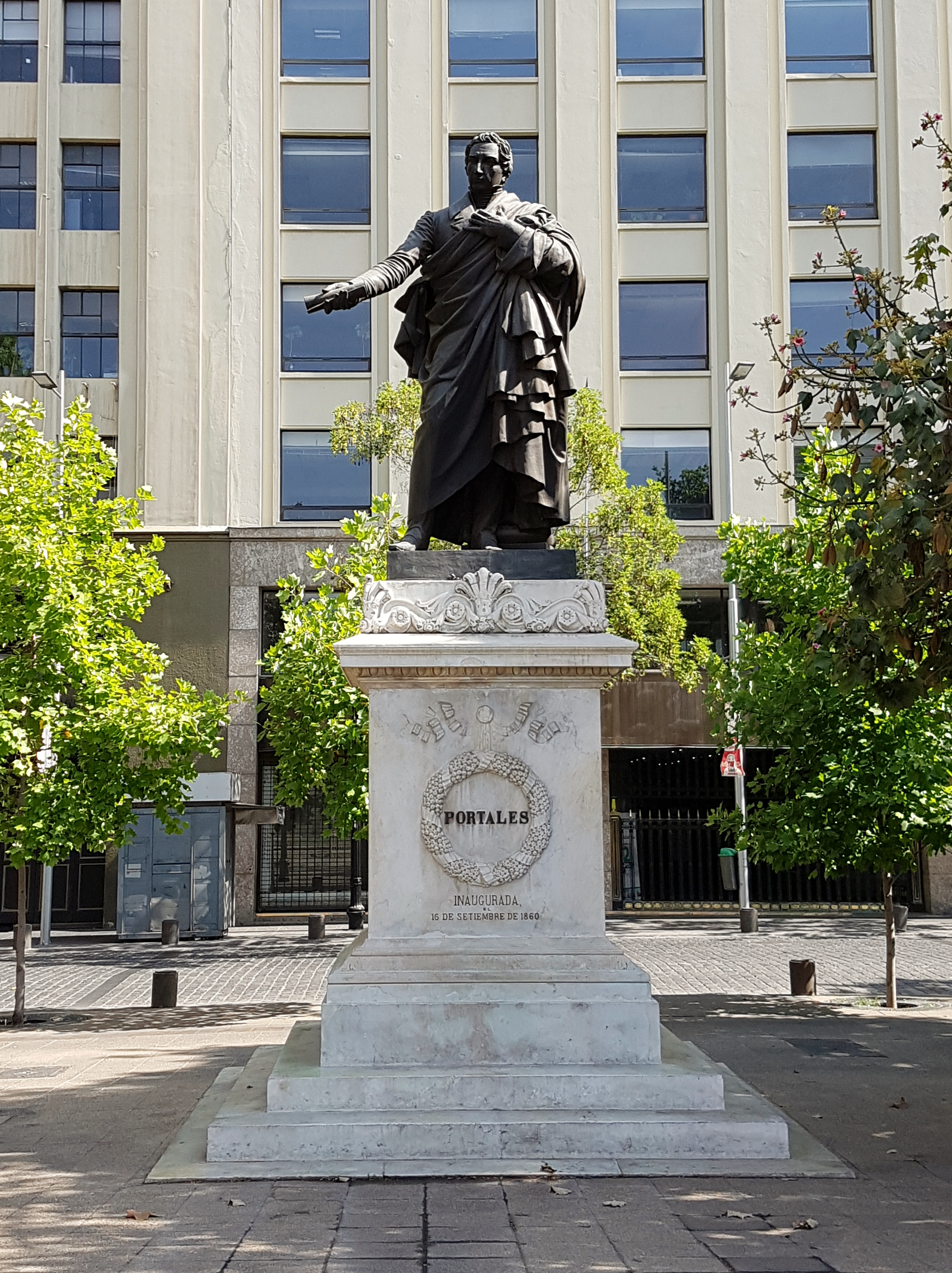
Monumento a Diego Portales (1860), Santiago, piazza della Costituzione

  - Santiago del Cile, piazza della Costituzione: Monumento a Diego Portales, 1867, bronzo.[7]
- Francia:
  - Grenoble, museo dell'Antico Vescovado: Busto di Berlioz, 1867, bronzo.[8]
  - Lons-le-Saunier, museo delle Belle Arti:
    - Tête de Vierge, 1850 circa, marmo;
    - Testa di Adamo, 1851-1852, gesso;
    - L'infanzia di Bacco, 1851-1852, gruppo in gesso;
    - Hercule étouffant le brigand Cacus, 1851-1852, bozzetto in gesso;
    - Luigi II di Borbone-Condé, 1859, busto in marmo;
    - Il dramma lirico, 1860 circa, modello in gesso;
    - Galatea, 1873, statua in marmo;
    - Busto di Max Claudet, 1875, gesso patinato;

  - Nemours, castello-museo: Alexis Le Go, 1853, medaglione in gesso, fondo Justin Sanson.
  - Parigi:
    - cimitero di Montparnasse: Busto di Pierre Larousse, 1876, bronzo.[9]
    - jardin des Grands-Explorateurs Marco-Polo et Cavelier-de-la-Salle: Il giorno, 1870-1875 circa, gruppo in pietra.[8]
    - museo Carnavalet: Ritratto di Pierre Jean de Béranger (1780-1857), 1861, busto in marmo.
    - museo d'Orsay: Le disperazione, 1869, statua in marmo.[10]
    - Opéra Garnier, facciata principale: Il dramma lirico, 1860-1869 circa, gruppo in pietra.
    - square du Palais-Galliera: L'infanzia di Bacco, 1857, gruppo in bronzo.
    - stazione di Parigi Nord: Berlino, 1864-1865 circa, statua in pietra.

## Galleria d'immagini

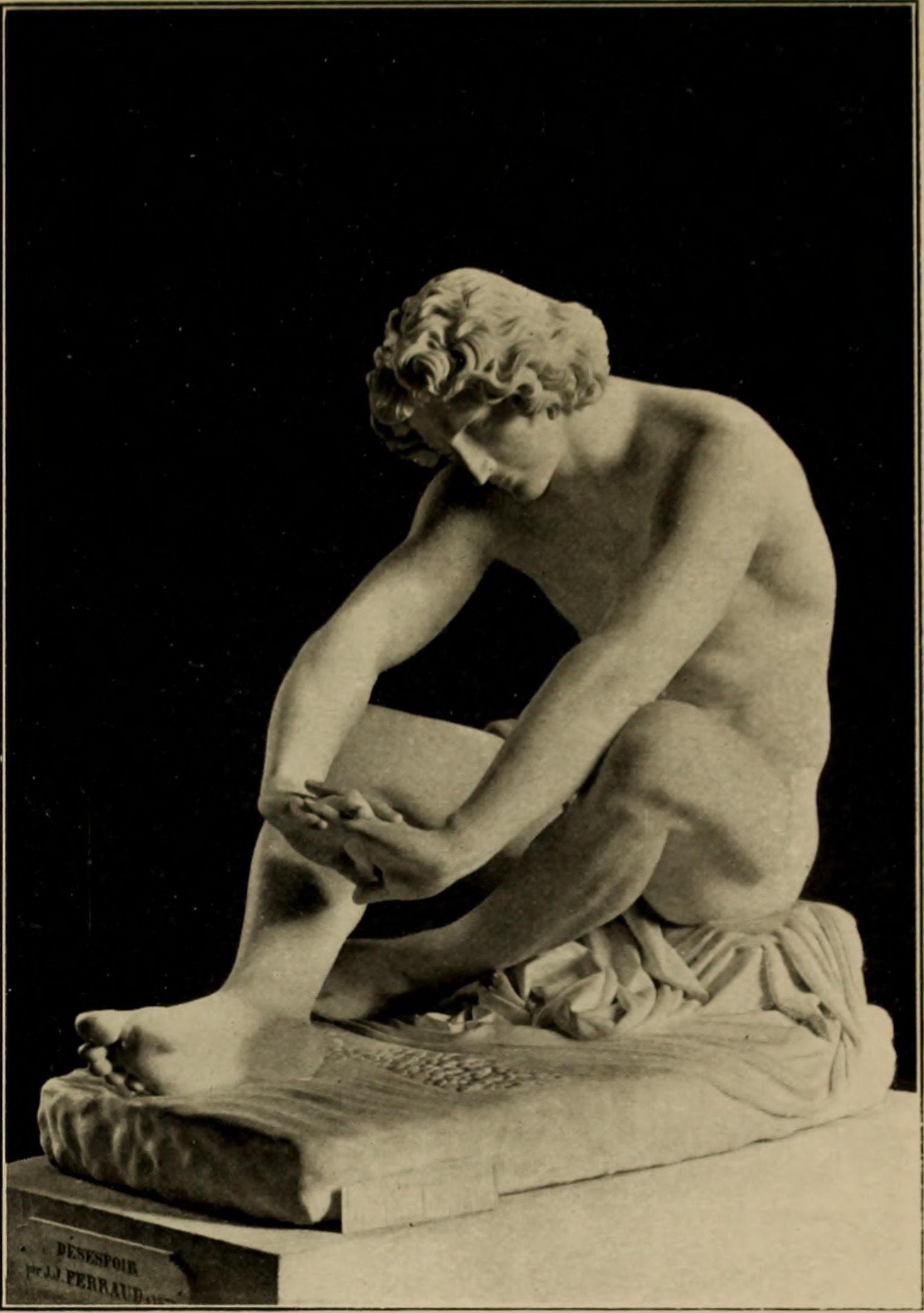
La disperazione (1869), Parigi, museo d'Orsay
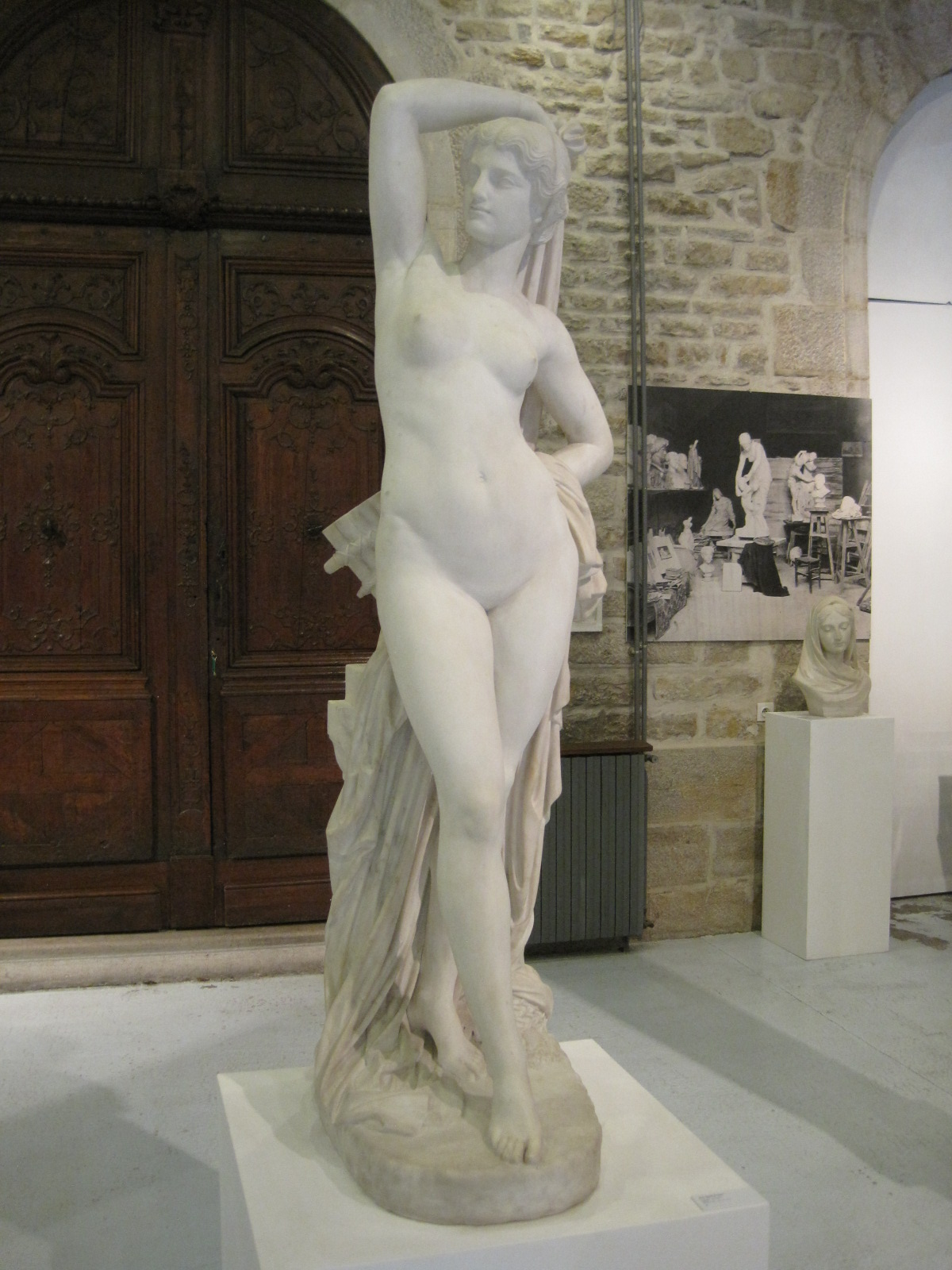
Galatea (1873), museo delle Belle Arti di Lons-le-Saunier
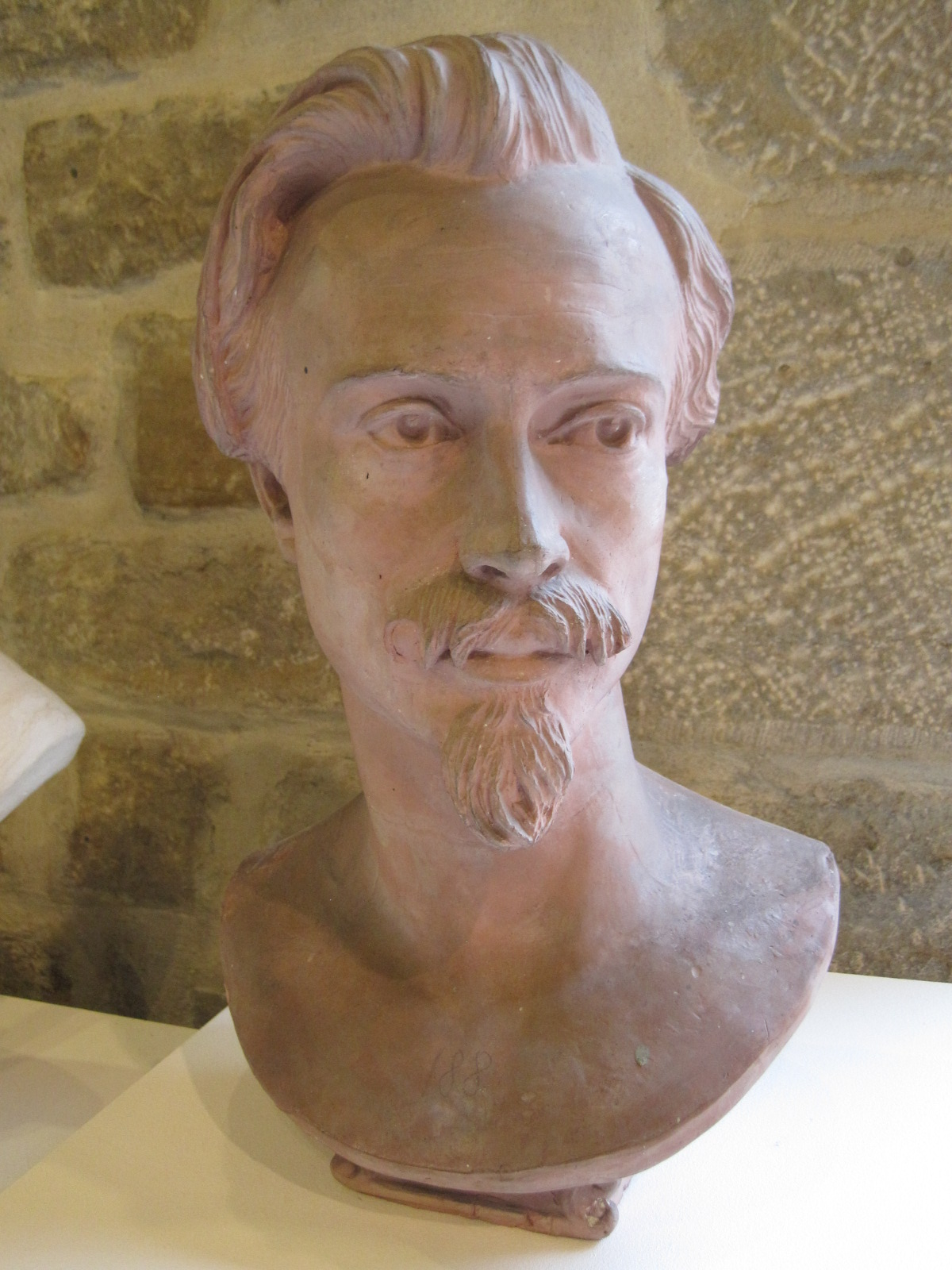
Busto di Max Claudet (1875), museo delle Belle Arti di Lons-le-Saunier